# Linh hoạt tính dục
Linh hoạt tính dục là một hay nhiều thay đổi trong tính dục hay bản dạng tính dục (có lúc gọi là bản dạng xu hướng tính dục). Xu hướng tính dục của phần lớn mọi người thường ổn định và không thay đổi, nhưng có những nghiên cứu chỉ ra rằng một số người có thể trải qua thay đổi trong xu hướng tính dục, điều này thường xuất hiện ở phụ nữ nhiều hơn ở đàn ông. Không có bằng chứng khoa học nào cho thấy xu hướng tính dục có thể được thay đổi thông qua liệu pháp tâm lý. Bản dạng tính dục có thể thay đổi trong suốt cuộc đời của một người, và có thể liên quan hoặc không liên quan với giới tính sinh học, hành vi tình dục hoặc xu hướng tình dục thực sự của họ.